# Allalingletscher
Der Allalingletscher ist der grösste Gletscher im Quellgebiet der Saaser Vispa, in den Walliser Alpen, nahe der südlichen Landesgrenze der Schweiz. 1973 war er 6,5 km lang bei einer durchschnittlichen Breite von 1,5 km. Seitdem hat er sich im Zuge der Gletscherschmelze um etwa 500 m zurückgezogen. Im Jahr 2015 wurde eine Fläche von 9,09 km² ermittelt. Der Gletscher hat im Schweizer Gletscherinventar die Nummer B52/29.

## Lage
Seinen Ursprung hat der Allalingletscher auf dem vergletscherten Gipfel des Strahlhorns (4190 m ü. M.). Er fliesst nach Nordosten und zum Schluss nach Osten entlang der Ostflanke des Rimpfischhorns und des Allalinhorns. Gegen Westen ist der Gletscher über den firnbedeckten Allalinpass (3564 m ü. M.) mit dem Mellichgletscher verbunden. Die Gletscherzunge endet inzwischen vor der Abbruchkante des Steilhangs nordwestlich des Staudammes des Mattmarksees auf etwa 2700 m ü. M. Sie speist die Saaser Vispa, welche das Wasser durch das Saastal zur Rhone bringt. Der Allalingletscher ist durch den Hohlaubgrat vom Hohlaubgletscher getrennt. Dieser kleinere Gletscher liegt nordöstlich des Gipfels des Allalinhorns (4027 m ü. M.).

## Entwicklung

Veränderung der Gletscherlänge in Meter seit 1880 (gesamt grün, jährlich rot)

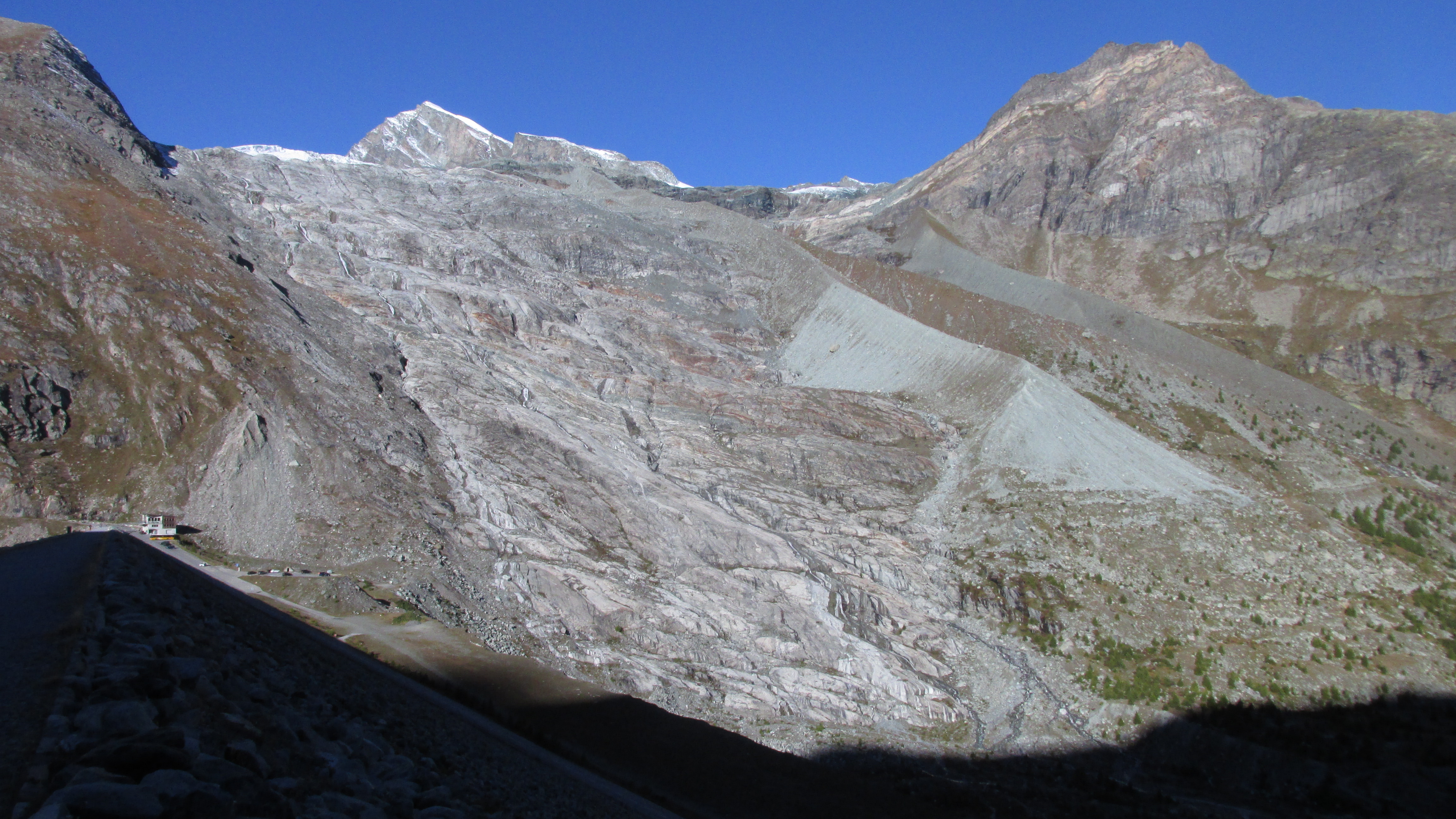
Blick vom Mattmark-Staudamm auf die Moränen von Allalin- (links) und Hohlaubgletscher. Deren Zungen liegen inzwischen weit oben. Im Hintergrund das Allalinhorn.

Während der Kleinen Eiszeit vom 15. Jahrhundert bis zum Beginn des 20. Jahrhunderts reichte der Allalingletscher bis ganz ins Tal der Saaser Vispa hinunter und staute diese im Gebiet unterhalb des Staudamms Mattmark zu einem See auf. Dieser See brach immer wieder durch den Gletscherwall aus, was im Saastal zu teils verheerenden Hochwassern führte. Deshalb wanderten auch viele Talbewohner aus. Allein zwischen 1589 und 1850 war die Bevölkerung gemäss den Chroniken von 23 grösseren Überschwemmungen betroffen. Erst 1926 wurde die Gefahr grösstenteils gebannt, indem ein Stollen zur Ableitung des Seewassers durch den Fels am östlichen Talhang getrieben wurde.
In seinem Mittelteil, dem heute unteren Bereich, vereinigte sich der Allalingletscher während der Kleinen Eiszeit mit dem Hohlaubgletscher.
| Jahr         | 1850 | 1973 | 1999/2000 | 2013        |
| Fläche (km²) | 10,9 | 9,9  | 9,3       | 9,09 (2015) |
| Länge (km)   | 7,7  | 6,5  | 6,0       | 5,9         |

## Eisstürze

Karte mit Gletscher, Eisdamm und Stausee

Eine neue Art von Gefahr entstand, als sich der Gletscher aus dem Talboden zurückzog und infolgedessen die über den Steilhang führende Partie des Gletschers ihre Stabilität verlor. Während das Eis im Tal zuvor das Eis in der Flanke stabilisiert hatte, neigt die über den Steilhang hängende Zunge seither zum Abrutschen über die glatten Platten (vgl. Foto).
Eine Katastrophe ereignete sich am 30. August 1965, als während des Baus des Mattmarkstaudamms plötzlich eine Eismasse von rund einer halben Million Kubikmetern (nach ETH Zürich zwei Millionen Kubikmeter) Volumen vom Allalingletscher abstürzte und einen Grossteil der am Dammfuss aufgestellten Baueinrichtungen verschüttete. Dabei kamen 88 Menschen ums Leben.
Am 30./31. Juli 2000 ereignete sich ein ähnlicher Eissturz mit einem Volumen von etwa einer Million Kubikmetern. Der Anriss lag etwas höher als 1965, Schaden entstand diesmal nicht.
Mittlerweile ist die Zunge jedoch so weit abgeschmolzen, dass kein Eis in der Steilflanke hängt. Der Gletscher endet nun oberhalb der kritischen Steilstufe in einer flachen und ungefährlichen Zunge.